# Condado de Loup
O Condado de Loup é um dos 93 condados do estado norte-americano de Nebraska. A sede do condado é Taylor, que é também a sua maior cidade. O condado tem uma área de 1479 km² (dos quais 3 km² estão cobertos por água), uma população de 712 habitantes, e uma densidade populacional de 0,5 hab/km² (segundo o censo nacional de 2000). O seu nome provém do rio Loup, afluente do rio Platte.